# Orsimonia
Genre
Synonymes
- Othmar Roewer, 1935

Orsimonia est un genre d'opilions laniatores de la famille des Assamiidae.

## Distribution
Les espèces de ce genre sont endémiques d'Éthiopie.

## Liste des espèces
Selon World Catalogue of Opiliones (23/06/2021) :
- Orsimonia filipes Roewer, 1935
- Orsimonia gracillima (Roewer, 1935)

## Publication originale
- Roewer, 1935 : « Alte und neue Assamiidae. Weitere Weberknechte VIII (8. Ergänzung der "Weberknechte der Erde" 1923). » Veröffentlichungen aus dem Deutschen Kolonial- und Übersee-Museum in Bremen, vol. 1, no 3, p. 1–168.